# Атамалибеков, Аббас-бек Сейфулла-бек оглы
Аббас-бек Сейфулла-бек оглы Атамалибеков (азерб. Abbas bəy Seyfulla bəy oğlu Atamalıbəyov; 26 февраля 1895, Тифлис — 3 марта 1971, Кливленд, Огайо) — депутат Парламента АДР. Деятель азербайджанской эмиграции.

## Биография
Родился 10 марта [26 февраля] 1895 в Тифлисе.
Его отец, Сейфулла-бек, долгое время служил в царской армии. Генерал. Являлся начальником военного округа в городах Ардахан, Карс, Загатала.
Его мать, Мелек, из Шемахи, из семьи аристократа Махмуда бея Ибрагимбекова
Из-за мест работы отца, Аббас первое образование получил в Тифлисе и Шемахе.
В 1914 году поступил в Императорский Санкт-Петербургский политехнический институт на факультет морских инженеров. В период обучения в университете примкнул к эсерам. Был избран председателем Комитета земляков-мусульман.
В связи с началом революционного движения в 1917 году возвратился на Кавказ, не окончив обучение. Здесь продолжил деятельность в составе партии эсеров.
В конце 1917 года женился на дочери генерал-губернатора Елизаветполя Ибрагим-ага Векилова Татьяне. 22 августа 1917 года, обратившись в Закавзказское суннитское управление, она сменила религию на ислам и взяла имя Рейхан. Для получения высшего образования поступила в Бакинский государственный университет.
Являлся членом Национального совета Азербайджана. В совете состоял в социалистическом блоке.
Депутат парламента АДР от фракции социалистов (1918).
Являлся секретарём делегации АДР во главе с Алимардан-беком Топчибашевым на Парижской мирной конференции 1919 года, сменив на этой должности Мухаммеда Магеррамова.
По решению парламента АДР от 1 сентября 1919 года был направлен для обучения за границу. Окончил факультет кораблестроения Парижского университета.
После окончания обучения остался в Париже. Окончил Школу политических наук Парижа.
Участвовал в движении эмигрантов «Прометей», движении эмигрантов Азербайджана во Франции, мероприятиях общества эмигрантов в Женеве.
С 1934 года, после смерти Алимардан-бека Топчибашева, руководил деятельностью эмигрантов Азербайджана во Франции. Публиковал статьи в периодической печати Франции по вопросам истории и культуры Южного Кавказа, в том числе в «Ревю Прометея» .
После оккупации Франции Германией в период Второй мировой войны переехал с семьёй в Берлин.
С 1942 по 1945 год находился в Германии. Работал в Международном комитете Красного Креста.
С 1942 по 1943 год являлся председателем азербайджанской секции Особого штаба «Кавказ».
Участвовал в деятельности Азербайджанского легиона. С 1943 по 1945 год являлся информационным представителем азербайджанского штаба связи в Берлине.
Являлся связующим между Азербайджанским легионом и Верховным командованием сухопутных войск вермахта вместе с Абдуррахманом Фаталибейли и Ф. Амирджаном.
Являлся одним из организаторов создания и с октября 1944 года, момента создания, участвовал в деятельности Кавказского совета. С 1944 по 1945 год являлся представителем Азербайджана в Кавказском совете.
С 1947 года проживал в Чили. В 1967 году переехал в США.
Умер в Кливленде, США в 1971 году.

## Сочинения
- «Siyasi mühacirin xatirələri» («Воспоминания эмигранта»)

## Семья
- Галиб Атамалибеков, сын, 1924 г.р. Окончил Сорбоннский университет. Инженер-химик. Работал на фабрике лекарств во Франции. Проживает в США.
- Рауф Атамалибеков, продюсер, кинематографист, призер Венецианского кинофестиваля и премии «Ника»